# Springtime in the Rockies (film, 1937)
Pour les articles homonymes, voir Springtime in the Rockies.
Pour plus de détails, voir Fiche technique et Distribution.
Springtime in the Rockies est un western américain réalisé par Joe Kane et sorti en 1937.

## Fiche technique
- Titre : Springtime in the Rockies
- Réalisation : Joe Kane
- Scénario : Gilbert Wright, Betty Burbridge
- Photographie : Ernest Miller
- Montage : Lester Orlebeck
- Musique : Alberto Colombo
- Producteur : Sol C. Siegel
- Société de production : Republic Pictures
- Société de distribution : Republic Pictures
- Pays d'origine :  États-Unis
- Langue anglais américain
- Durée : 60 minutes
- Date de sortie :
  - États-Unis : 13 novembre 1937

## Distribution
- Gene Autry : Gene Autry
- Smiley Burnette : Frog Millhouse
- Polly Rowles : Sandra Knight
- Ula Love : Sylvia Parker
- Ruth Bacon : Peggy Snow
- Jane Hunt : Jane Hilton
- George Chesebro : Thad Morgan
- Al Bridge (en)  : Briggs
- Tom London : Tracy
- Guy Edward Hearn : Jed Thorpe
- Frankie Marvin : Autry's Musical Cowhand
- William Hole : Bub
- Edmund Cobb : Shérif
- Fred Burns : Harris
- Jimmy's Saddle Pals : Musical Ranch Hands